# 神石高原町議会
神石高原町議会（じんせきこうげんちょうぎかい）は、広島県神石高原町に設置されている地方議会である。2024年11月19日公示、11人立候補。2024年11月24日、投開票が行われた。新町議の地域別は三和4人、神石3人、油木2人、豊松1人。

## 概要
- 定数：10人[5]
- 任期：2024年12月5日 - 2028年12月4日[6]
- 議長：橋本輝久（2024年12月6日 - ）再選[7]
- 副議長：寄定秀幸（2024年12月6日 - ）再選[7]
- 神石高原町議会事務局：神石高原町役場本庁舎2階[2]

## 党派
- 公明党（1人）
- 無所属（9人）

## 委員会
- 常任委員会[6]
  - 総務文教常任委員会（5人）
  - 産業建設常任委員会（5人）
  - 議会広報常任委員会（5人）
- 議会運営委員会（5人）[6]

## 議員報酬と諸手当
- 議長：月額 315,000円
- 副議長：月額 265,000円
- 議員：月額 245,000円
- 期末手当：6月1日及び12月1日（基準日）

## 議会だより
- 広島県 神石高原町「みんなの町議会」（発行責任者：議長橋本輝久 発行：神石高原町議会 編集：議会広報常任委員会）[9]
創刊号 2005年2月15日発行
年4回（4月・7月・10月・1月）15日発行

## 議員定数
- 議会発足時 18人
- 2016年11月20日町議選まで 14人
- 2020年11月22日町議選から 10人

## 歴代議長
- 岡崎奠（初代）
- 木野山孝志
- 藤田晃己
- 松本彰夫
- 橋本輝久（現職）

## 沿革
- 2004年 - 神石郡の全4町村（油木町、神石町、豊松村、三和町）が対等合併し、神石高原町となる。神石高原町議会、発足。